# 锈毛绣球
锈毛绣球（学名：Hydrangea longipes var. fulvescens）为绣球花科绣球属下莼兰绣球（Hydrangea longipes）的一个变种。

## 扩展阅读
- 維基物種上的相關：锈毛绣球